# Луи II (граф Валентинуа)
Луи II де Пуатье (Louis II de Poitiers-Valentinois) (1354—1419) — седьмой и последний граф Валентинуа и Диуа.
Сын Эймаре де Пуатье (ум. 1366), сеньора де Веин, и Гюйотты д’Юзес (1322—1399).
В 1374 г. наследовал своему дяде Эймару VI Большому в качестве графа Валентинуа и Диуа. Был вынужден пойти на территориальные уступки или заплатить денежные компенсации другим многочисленным претендентам на наследство и кредиторам покойного, и из-за этого залез в долги.
Согласно решению Вьенских штатов от 5 марта 1388 года о формировании войска для борьбы с Великими компаниями (Grandes companies) выделил 20 копьеносцев (lances) (из 400) и 10 арбалетчиков (из 200).
Начиная с этого периода, правление Луи II де Пуатье проходило в борьбе с бандами разбойников (рутьеров), нападавших на его владения с территорий Италии и находившейся под английским господством Гаскони.
В этой непростой ситуации отягощённый долгами Луи II де Пуатье в 1391 г. начал переговоры с королём о продаже своих графств. Он хотел получить за них 100 тысяч экю. Трудность состояла в том, что Карл VI никак не мог собрать такую сумму.
В составленном 22 июня 1419 г. завещании Луи II де Пуатье назначил своим наследником дофина при условии уплаты 50 тысяч экю. В случае его отказа графства на тех же условиях отходят Савойе.
Через несколько дней, 4 июля, Луи II де Пуатье умер. Поскольку король не смог заплатить требуемые деньги, Валентинуа и Диуа захватил граф Савойи. В 1445 году Людовик I Савойский по договору с дофином Людовиком обменял графства Валентинуа и Диуа на баронию Фосиньи и сумму в 54 000 золотых экю.
Луи II де Пуатье не позднее 1374 г. женился на Сесили де Бофор (1354—1410), второй дочери Гильома Роже, сеньора де Бофор, и Алиенор де Комменж. Благодаря этому браку он стал племянником папы Григория XI. Дети:
- Луиза, жена Умбера де Виллара (ум. 1400), будущего графа Женевы
- дочь, жена Обера де Трасси.

В 1417 г. Луи II де Пуатье, уже будучи в преклонном возрасте, вторым браком женился на Гийлеметте де Грюйер, дочери шевалье Рауля де Грюйера. Детей по понятным причинам не было.
Внебрачные дети:
- Ланселот де Пуатье, сеньор де Шатонёф-де-Мазан
- Гийотта де Пуатье, жена Антуана де Корнийана
- Катерина де Пуатье, жена Гийома де Ве, сеньора д’Эпелюша
- Маргарита
- Гийлеметта
- Мария.